# Bouillé-Ménard
Bouillé-Ménard es una comuna y población de Francia, en la región de Países del Loira, departamento de Maine y Loira, en el distrito de Segré y cantón de Pouancé.
Está integrada en la Communauté de communes de Pouancé-Combrée.

## Demografía
| 901 | 891 | 746 | 733 | 719 | 638 |
| Para los censos de 1962 a 1999 la población legal corresponde a la población sin duplicidades (Fuente: INSEE [Consultar]) |     |     |     |     |     |